# 陈坊积乡
陈坊积乡，是中华人民共和国江西省抚州市金溪县下辖的一个乡镇级行政单位。

## 行政区划
陈坊积乡下辖以下地区：
陈坊村、润湖村、西桥村、高坪村、涂坊村和城湖村。